# Cyrtodactylus wayakonei
Espèce
Cyrtodactylus wayakonei est une espèce de geckos de la famille des Gekkonidae.

## Répartition
Cette espèce est endémique de la province de Luang Namtha au Laos.

## Étymologie
Cette espèce est nommée en l'honneur de Sengdeuane Wayakone.

## Publication originale
- Nguyen, Kingsada, Rösler, Auer & Ziegler, 2010 : A new species of Cyrtodactylus (Squamata: Gekkonidae) from northern Laos. Zootaxa, n. 2652, p. 1–16.